# Корнарота II (Венеција)
Корнарота II (итал. Cornarotta II) је насеље у Италији у округу Венеција, региону Венето.
Према процени из 2011. у насељу је живело 83 становника. Насеље се налази на надморској висини од 9 м.